# Cuproaurur
El cuproaurur és un mineral de la classe dels elements natius que pertany al subgrup de l'auricuprur.

## Característiques
El cuproaurur és un aliatge natural d'or i coure, de fórmula química Cu₃Au, i actualment el seu estatus a l'Associació Mineralògica Internacional és dubtós.
Segons la classificació de Nickel-Strunz el cuproaurur pertany a «01.AA - Metalls i aliatges intermetàl·lics de la família coure-cupalita» juntament amb els següents minerals: alumini, coure, or, plom, níquel, plata, steinhardtita, auricuprur, tetraauricuprur, anyuiïta, khatirkita, novodneprita, cupalita, hunchunita, stolperita, hollisterita, icosaedrita, kriatxkoïta i proxidecagonita.
Se n'ha trobat cuproaurur al dipòsit d'or d'Irokenda, al districte de Muya (Buriàtia, Rússia), i al dipòsit d'or o coure de Ga'erqiong, a Gê'gyai (Regió Autònoma del Tibet, República Popular de la Xina).